# Science chrétienne
Ne doit pas être confondu avec Église de Scientologie, Église de la science divine, Église d'unité ou Nouvelle Pensée.

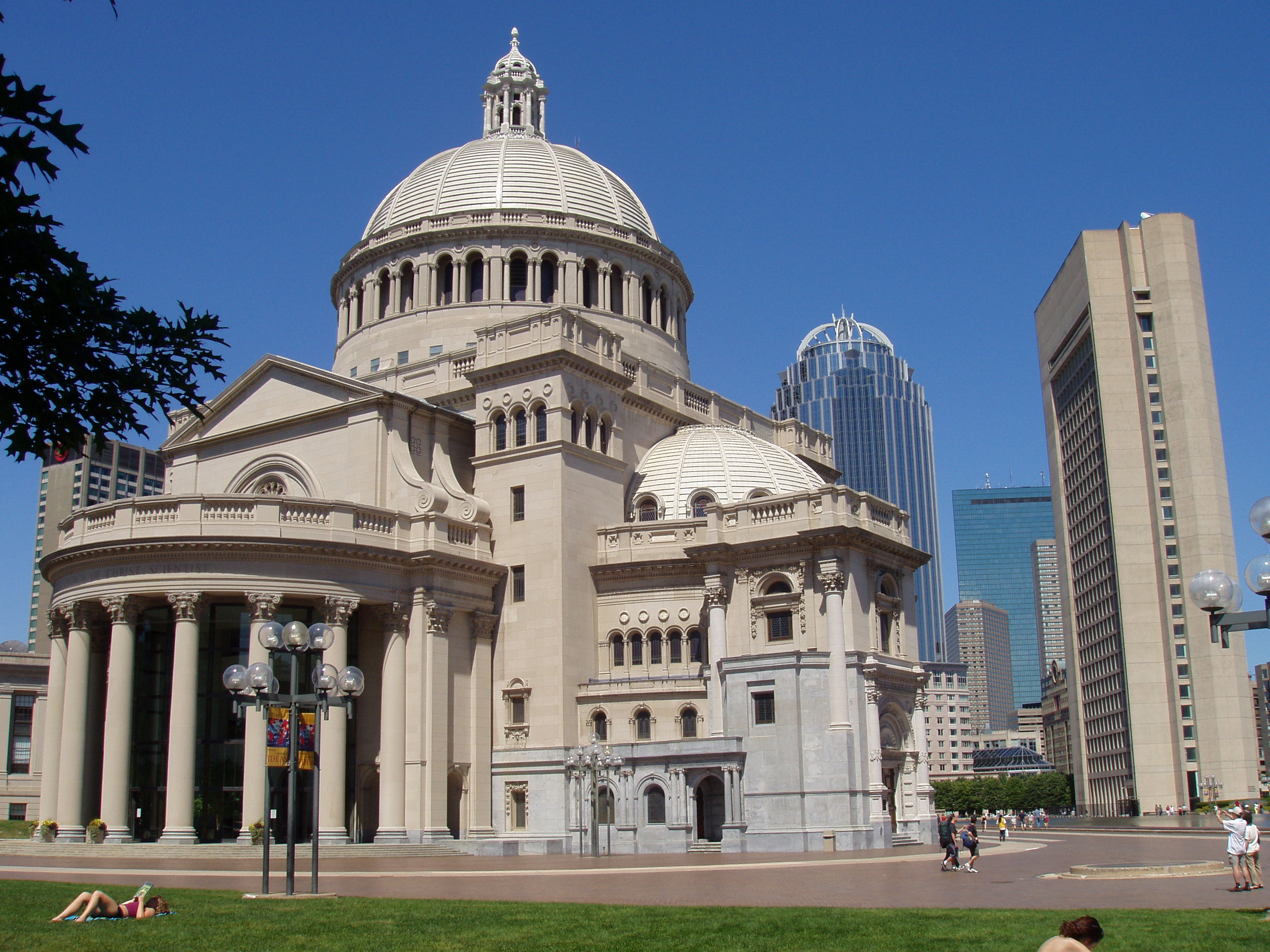
Église de la Science chrétienne à Boston

La Science chrétienne (ou Christian Science en anglais) est un mouvement religieux. Elle se définit elle-même comme la « Science du Christ ». Sa fondatrice, la théologienne autodidacte américaine Mary Baker Eddy, estime avoir redécouvert en 1866 les lois appliquées par Jésus dans la guérison des malades et la résolution des aléas de la vie, lois prétendument démontrables aujourd'hui. Son observation des guérisons et résolutions diverses obtenues sur la base de sa théorie en prouve, selon elle, la validité. Ainsi, la Science chrétienne est « chrétienne » en ce sens qu’elle repose sur les enseignements de Jésus de Nazareth, tels qu'exposés dans le Nouveau Testament. La Science chrétienne se veut une religion pratique permettant l'application de lois divines démontrables.
Afin d'assurer la diffusion de cette science, Mary Baker Eddy fonde en 1879 une Église sans credo, appelée « Église du Christ, Scientiste » (en anglais Church of Christ, Scientist) dont le siège est à Boston, rassemblant en 2008 1 800 églises dans 82 pays et quelques centaines de milliers de pratiquants, principalement aux États-Unis.
La principale critique de la Science chrétienne est qu'elle a un caractère alternatif et non complémentaire au traitement médical. Ainsi, les guérisons alléguées sont obtenues en dehors de tout contrôle médical. Ses guérisons de maladies fonctionnelles ou organiques sont considérées comme relevant de l’effet placebo par les détracteurs de la Science chrétienne (ce qui n’est d’ailleurs pas totalement en contradiction avec la Science chrétienne, qui ne considère la maladie que comme le résultat de simples croyances erronées, qu’il faudrait donc corriger pour recouvrer la santé). La principale défense de la Science chrétienne est que chacun est libre de choisir la méthode de guérison qu'il juge la plus efficace et qu'il n'existe aucune contrainte à ce sujet. Les sympathisants mettent en avant les guérisons qu’ils disent avoir obtenues et réfutent toute idée de rejet de la médecine conventionnelle.

## Histoire

### Mary Baker Eddy

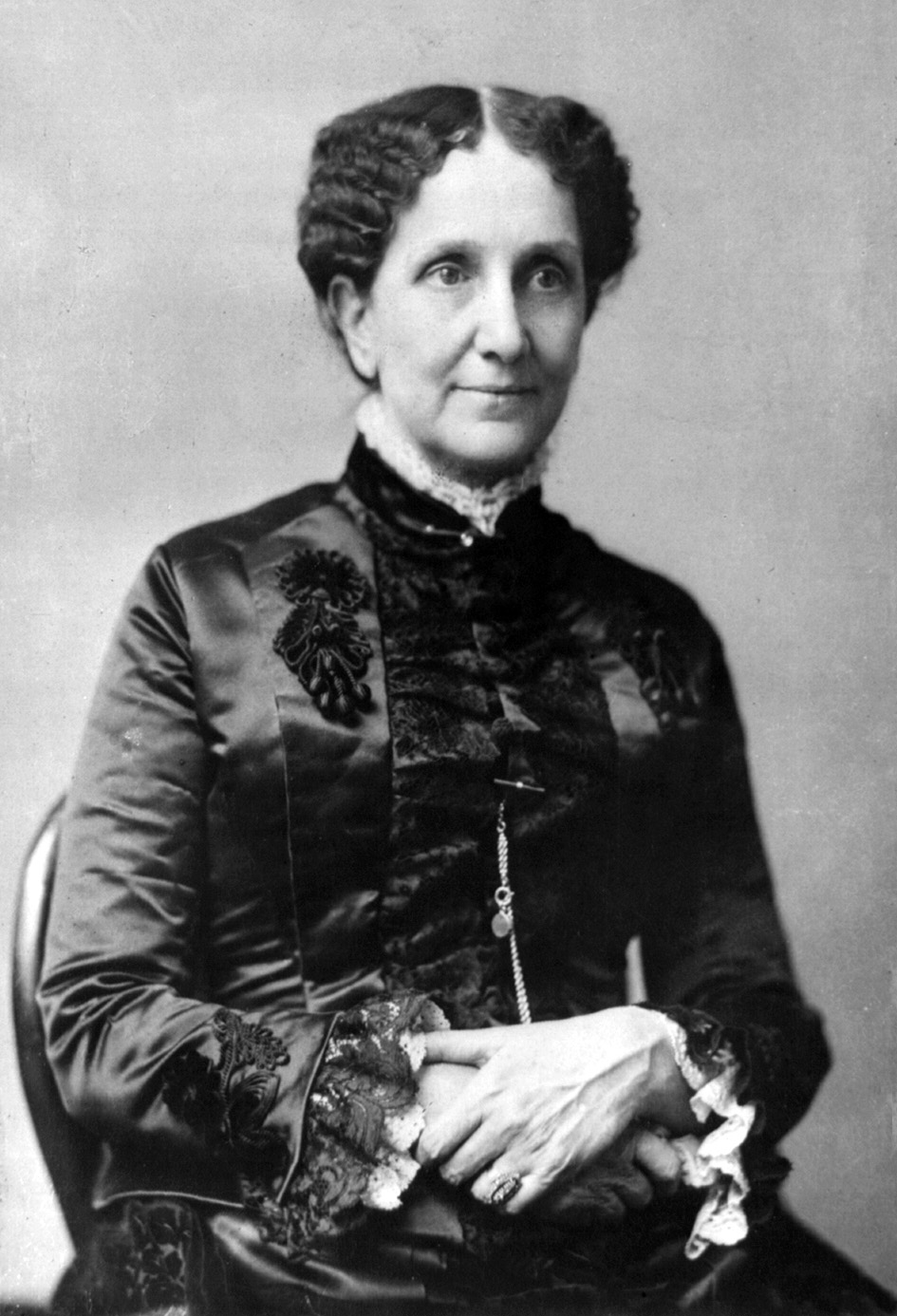
Mary Baker Eddy

Mary Baker Eddy est élevée dans une famille congrégationaliste du New Hampshire. Elle se rebelle contre la théologie calviniste de son père en raison de son « déterminisme annonciateur des tourments de l’enfer » mais conserve de son éducation protestante une piété centrée sur la Bible. Sa mauvaise santé la pousse à s’interroger sur « la responsabilité de Dieu dans la souffrance humaine ».
En 1866, elle affirme avoir « découvert » la Science du Christ (ou Science chrétienne) qui lui aurait permis de guérir par la prière d’un problème de santé pronostiqué comme fatal. À la suite de son rétablissement, elle est convaincue que « l’Esprit divin a réalisé le miracle – un miracle (...) en parfait accord scientifique avec la loi divine » et affirme savoir que « des cures avaient été opérées dans les premiers temps de la guérison chrétienne par une sainte foi exaltante ; mais il me fallait connaître la Science de cette guérison ».
Elle passe les années suivantes à étudier la Bible, particulièrement les enseignements et l’œuvre de Jésus. En 1875, elle publie Science et santé avec la clef des Écritures, exposant sa « découverte » qui permettrait à chacun d’accéder à l’amour guérisseur de Dieu. Elle affirme que son œuvre est inspirée par Dieu et qu’elle est la clef mentionnée dans l’Apocalypse permettant de comprendre la Bible qui, sans elle, reste obscure. Dans son ouvrage, elle expose les « lois universelles spirituelles » qui selon elle apportent « réconfort, régénération et guérison ».
Après avoir publié son ouvrage, Mary Baker Eddy organise des cours afin de dispenser son enseignement. Un seul étudiant assiste à sa première leçon mais elle en attire rapidement de nombreux autres. En 1879, elle fonde avec un groupe de quinze coreligionnaires l’Église du Christ, Scientiste. Le mouvement se présente comme le rétablissement de l’église chrétienne primitive et prend peu à peu de l’ampleur. Mary Baker Eddy consacre le reste de sa vie à développer son Église. En 1881, elle fonde le Collège métaphysique du Massachusetts afin de diffuser son enseignement et de former des auxiliaires. Elle autorise les étudiants ayant suivi sa formation à se présenter comme des praticiens de la Science chrétienne.

### Face à la Nouvelle Pensée
À la même époque, la Science chrétienne doit faire face à la rivalité de la Nouvelle Pensée, mouvance rassemblant des auteurs, généralement disciples de la philosophie de Phineas Quimby, affirmant que les maladies ne sont pas réelles et sont le produit de superstitions dont il faut se débarrasser par la pensée positive. Emma Curtis Hopkins, étudiante de Mary Baker Eddy, devient en 1884 responsable du Christian Science Journal. Cependant son éveil à d’autres spiritualités la pousse à rompre avec le mouvement en 1885 et à dispenser son propre enseignement, donnant corps à la Nouvelle Pensée.
En 1887, le Christian Science Journal accuse Emma Curtis Hopkins et une autre dissidente, Mary H. Plunkett, de « voyager à travers le pays, prétendant enseigner la Science chrétienne, et trompant leurs victimes avec l’idée qu’elles la possèdent ». Mary Baker Eddy voit en effet dans la Nouvelle Pensée « une corruption de la Science chrétienne lui empruntant sa terminologie pour répandre une forme essentiellement non chrétienne de la guérison mentale ; dès ce moment, comme plus tard, ce mouvement a été confondu dans l’esprit du public avec [ses propres] enseignements ». Elle dépose finalement le terme de « Science chrétienne » et menace de procès ceux qui l’emploient sans son autorisation, ce qui pousse plusieurs mouvements au sein de la Nouvelle Pensée à modifier leur nom au cours des années 1890.

### Fondation et croissance de l’Église

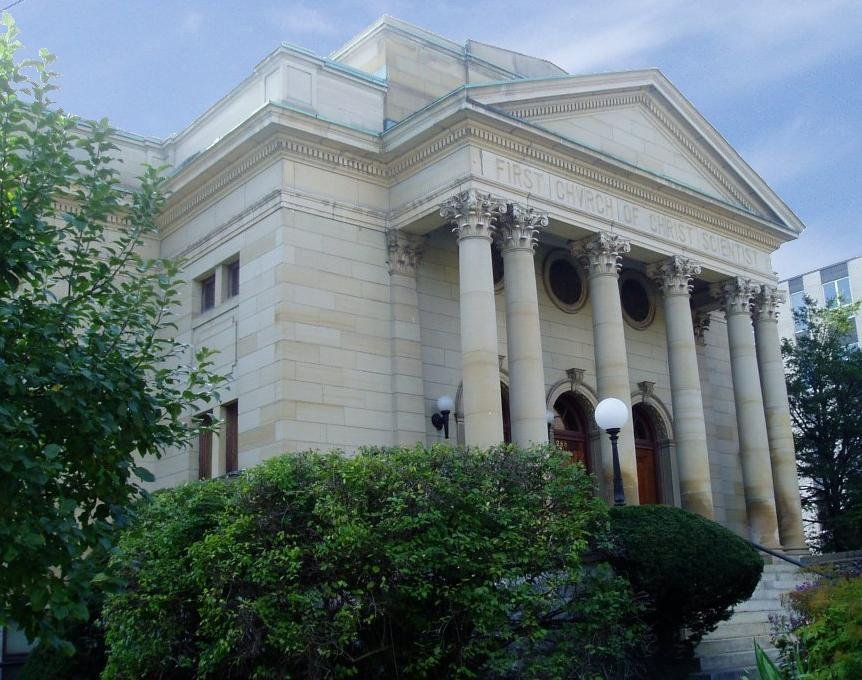
Première Église du Christ, Scientiste, Ottawa, Canada

La Science chrétienne commence sa croissance à Boston à partir de 1882 grâce au travail de « guérison » effectué par les coreligionnaires formés par Mary Baker Eddy. Le mouvement est rejoint par de nombreuses personnes issues des églises protestantes traditionnelles, ce qui suscite contre lui l’opposition du clergé orthodoxe.
La Science chrétienne est toutefois menacée durant cette période par des dissensions internes. En 1888, l’Association de la science chrétienne perd un tiers de ses adhérents, ceux-ci reprochant à Mary Baker Eddy « son apparente obsession financière, son exigence d’une loyauté sans discussion, et sa paranoïa grandissante face aux desseins maléfiques de ses anciens étudiants ». Mary Baker Eddy réagit durement, qualifiant les apostats de « chiens pleurnicheurs », de « magnétiseurs malveillants » et d’« assassins mentaux ». Elle déplore qu’« il y ait vingt faux instructeurs pour un qui soit vrai ».
La situation est telle que Mary Baker Eddy, découragée, envisage d’abandonner Boston pour tout recommencer à Chicago. Elle parvient cependant à redresser son mouvement et met progressivement en place une structure en vue de consolider son Église. Elle détaille la nouvelle structure dans le Manuel de l’Église en 1895. La Science chrétienne ouvre des salles de lecture à travers tous les États-Unis, y compris jusque dans l’Utah où les autorités mormones s’inquiètent de cette extension. Elle se diffuse également à l’étranger et ouvre des filiales à Londres en 1896, à Hanovre en 1898 et à Ottawa en 1899.
Selon l’historienne Beryl Satter, les efforts déployés par Mary Baker Eddy pour réorganiser son Église permettent « à un mouvement qui était en ruine en 1890 de renaître de ses cendres comme le phénix avant 1900 », passant « d’une simple congrégation de 26 membres en 1879 […] à 86 000 membres en 1906 », ce qui « surprenait et parfois effrayait ses contemporains par sa diffusion météorique ». La croissance exceptionnelle de la Science chrétienne inquiète ses détracteurs, allant jusqu’à craindre pour certains d’entre eux que celle-ci ne finisse par prendre le contrôle du Congrès, ébranle les fondements de la civilisation moderne par son mysticisme ou, pour les adversaires religieux, détruise toute moralité par sa croyance en l’inexistence du péché.
Les raisons du succès fulgurant de la Science chrétienne font débat parmi les historiens contemporains. Sydney E. Ahlstrom l’explique par la place qu’elle accordait aux femmes, mettant un terme à leur exclusion de la sphère religieuse, et l’intérêt qu’elle a suscité pour « le ministère de la guérison que les églises protestantes avaient virtuellement abandonné, malgré sa prééminence dans le Nouveau Testament ». Raymond Cunningham l’attribue quant à lui au fait que la Science chrétienne a épousé une « tendance diffuse et diversifiée » au sein de la société américaine contre le matérialisme et le scientisme. Quant à R. Laurence Moore, il affirme que le regard contemporain est biaisé par le fait qu’à notre époque les éléments occultes de la Science chrétienne paraissent hors norme, ce qui n’était pas le cas au XIXe siècle où l’influence d’autres mouvements (mesmérisme, swedenborgisme...) avait préparé « le chemin à l’émergence de la Science chrétienne ».
Traitant la question de l’autoritarisme allégué de M. B. Eddy, le sociologue Régis Dericquebourg met en lumière le fait qu’« il ne fut sans doute pas facile à une femme de se faire entendre et de fonder un mouvement qui par son envergure empiétait sur les Églises et les dénominations dirigées par les hommes ».

### Décès de la fondatrice

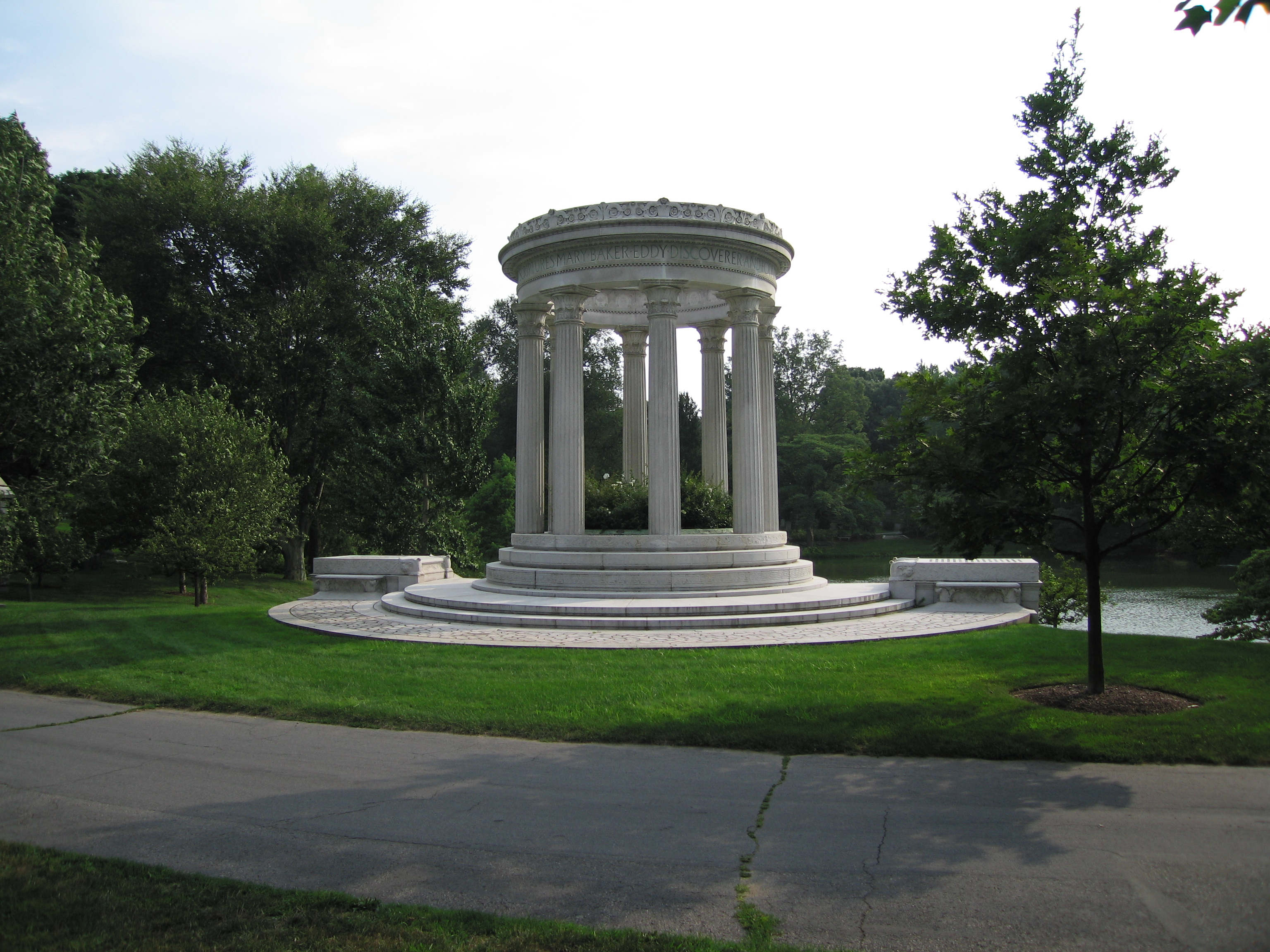
Mémorial funéraire de Mary Baker Eddy à Boston

L’âge venant, Mary Baker Eddy se retire en 1892 dans sa résidence Pleasant View à Concord (New Hampshire), limitant les contacts, révisant ses précédents écrits et continuant à diriger de loin l’Église qu’elle a créée. Pour Stefan Zweig, qui lui consacre une partie de son livre La guérison par l’esprit, « quand on a annoncé au monde pendant trente ans et claironné aux oreilles de millions d’individus qu’il est facile de triompher de toutes les maladies by mind, d’échapper victorieusement à l’erreur de la vieillesse, au mensonge de la mort grâce à la Christian Science, on ne peut pas se laisser surprendre en train de vieillir ».
Mary Baker Eddy lance en 1908 The Christian Science Monitor, un quotidien encore publié à ce jour. Elle déménage en 1908 à Chestnut Hill, banlieue de Boston, et y meurt en 1910, âgée de 89 ans. Ses derniers mots écrits sont « Dieu est ma vie ». Plusieurs de ses écrits sont rassemblés et publiés à titre posthume. Son décès fait réagir les journaux de l’époque, voyant en elle « une remarquable figure de l’histoire » (Atlanta Constitution), ayant « construit une grande carrière […] au service de l’Église qu’elle fonda » (Chicago Post), « religion qui, aujourd’hui est un facteur important dans la vie religieuse et sociale de la nation » (San Francisco Examiner). Peu avant son décès, elle est qualifiée en 1908 de « personne qui a fait le plus grand bien à son prochain » par Clara Barton la fondatrice de la Croix-Rouge.
Pour le mouvement, le décès de la fondatrice est suivi d’une période de confusion. Les administrateurs de la Christian Science Publishing Society s’opposent au conseil d’administration de la Science chrétienne sur des questions liées à la décentralisation, à la doctrine et au rôle de l’Église. La controverse sera réglée par la Cour suprême du Massachusetts en 1921 qui établira que la mission exclusive confiée par Mary Baker Eddy aux administrateurs était de promouvoir la Science chrétienne telle qu’elle l’avait enseignée.
À titre posthume en 2002, le Congrès Américain vote une résolution reconnaissant les contributions de Mary Baker Eddy « pour l’avancement des droits des femmes ».

### Lieux de culte actuels
Aujourd'hui, il existe de nombreux Églises et bâtiments notables de la Science chrétienne à travers le monde :

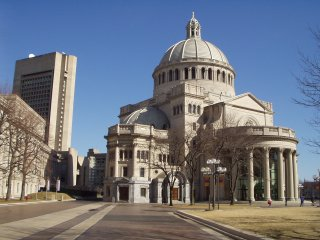
Boston, États-Unis
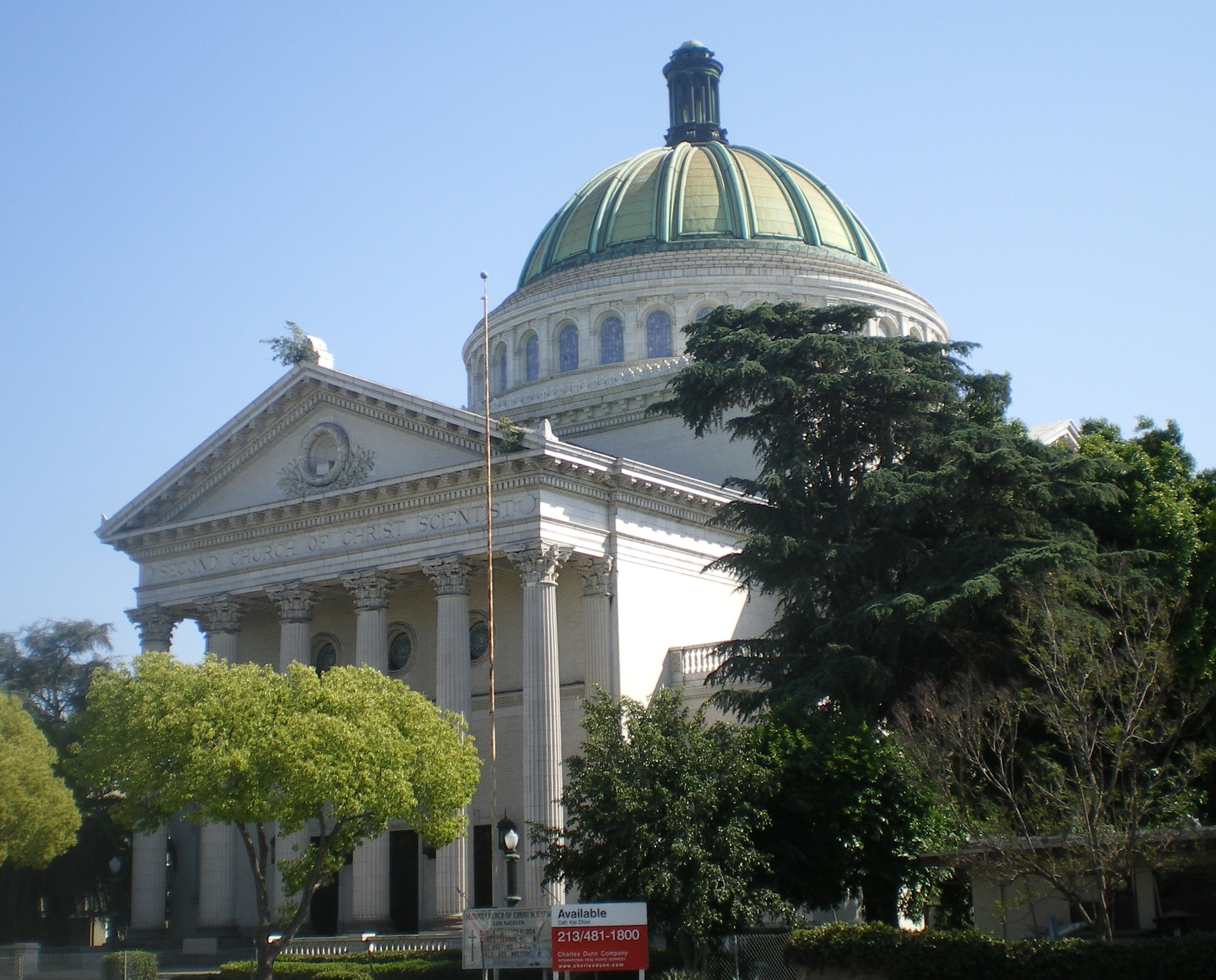
Los Angeles, États-Unis
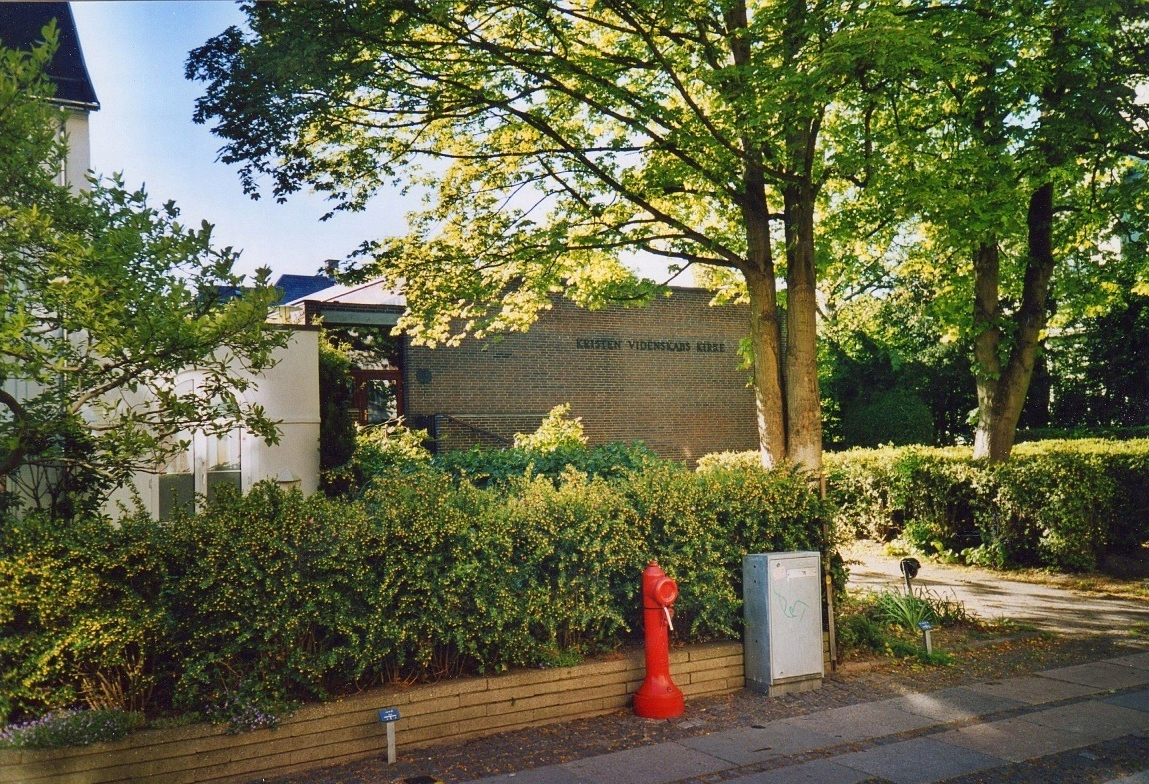
Frederiksberg, Danemark
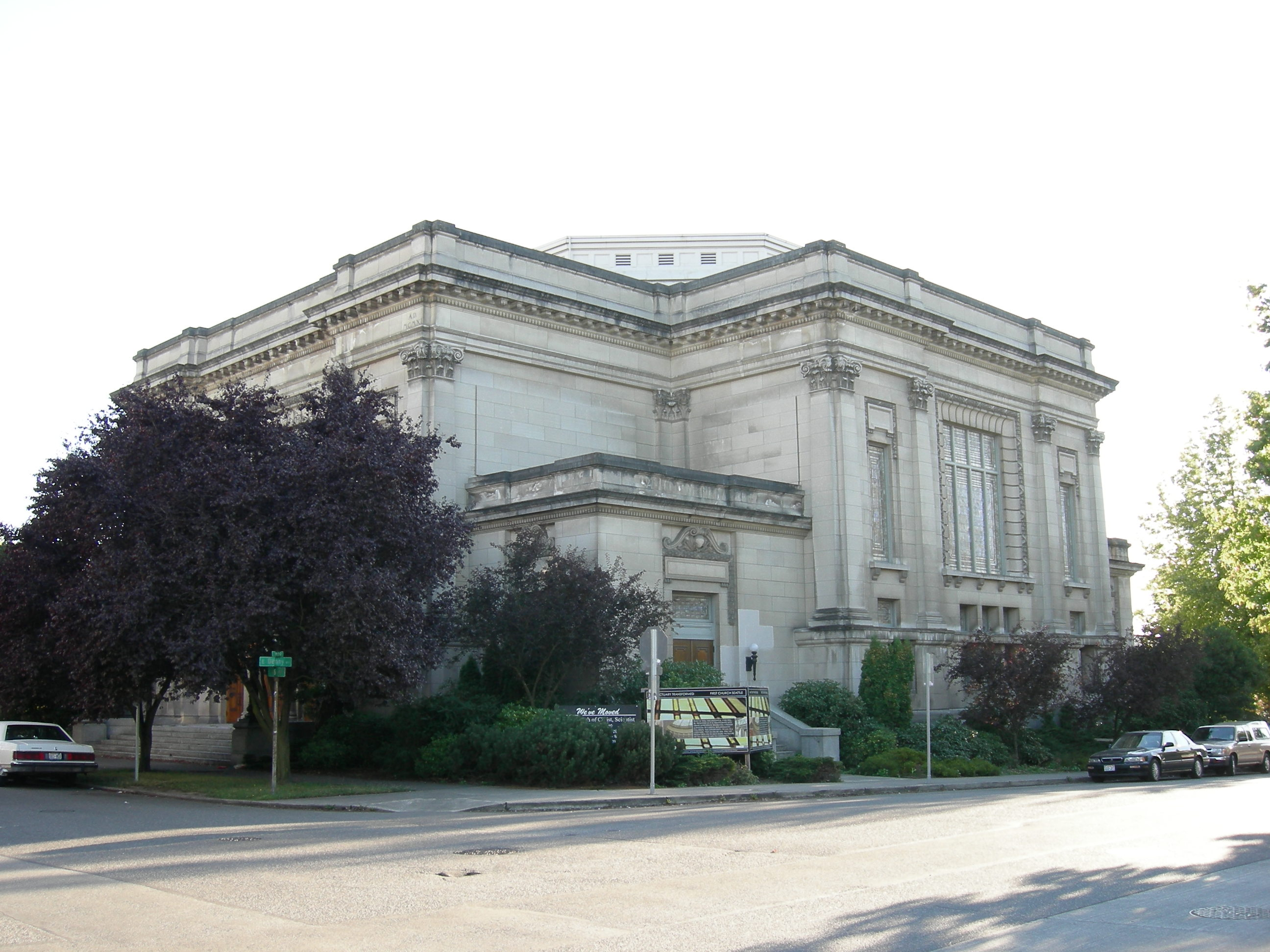
Seattle, États-Unis
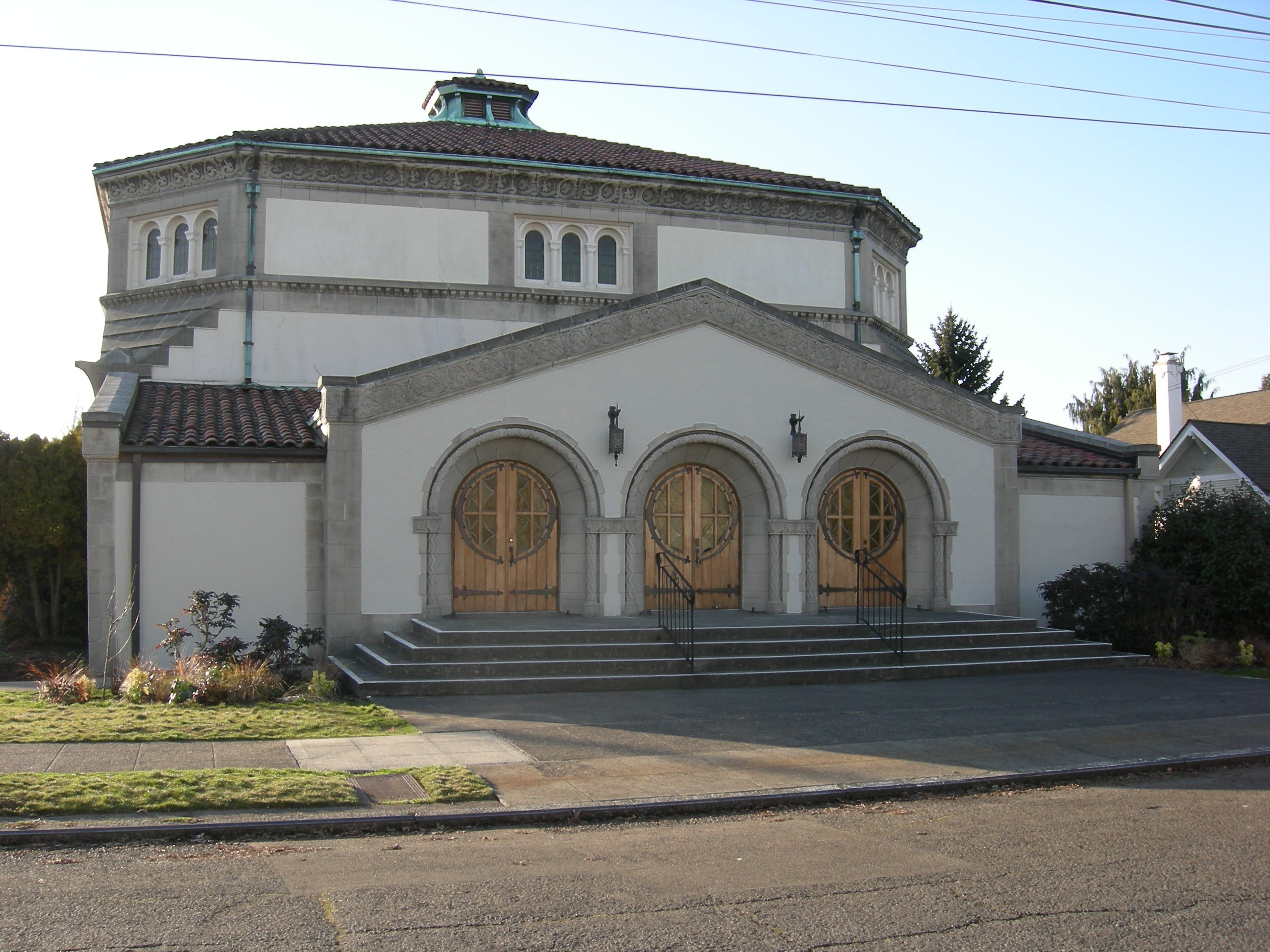
Seattle, États-Unis
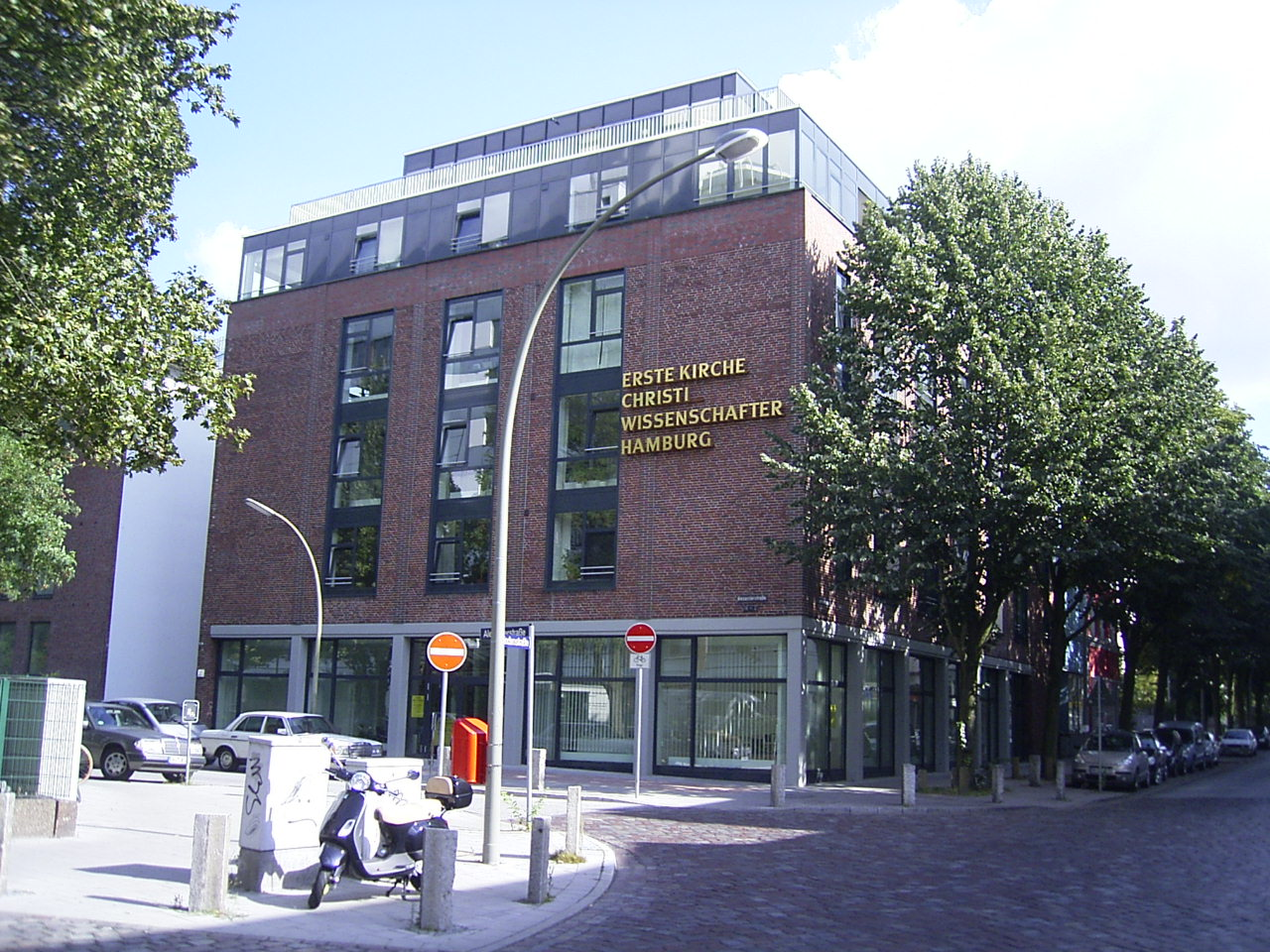
Hambourg, Allemagne
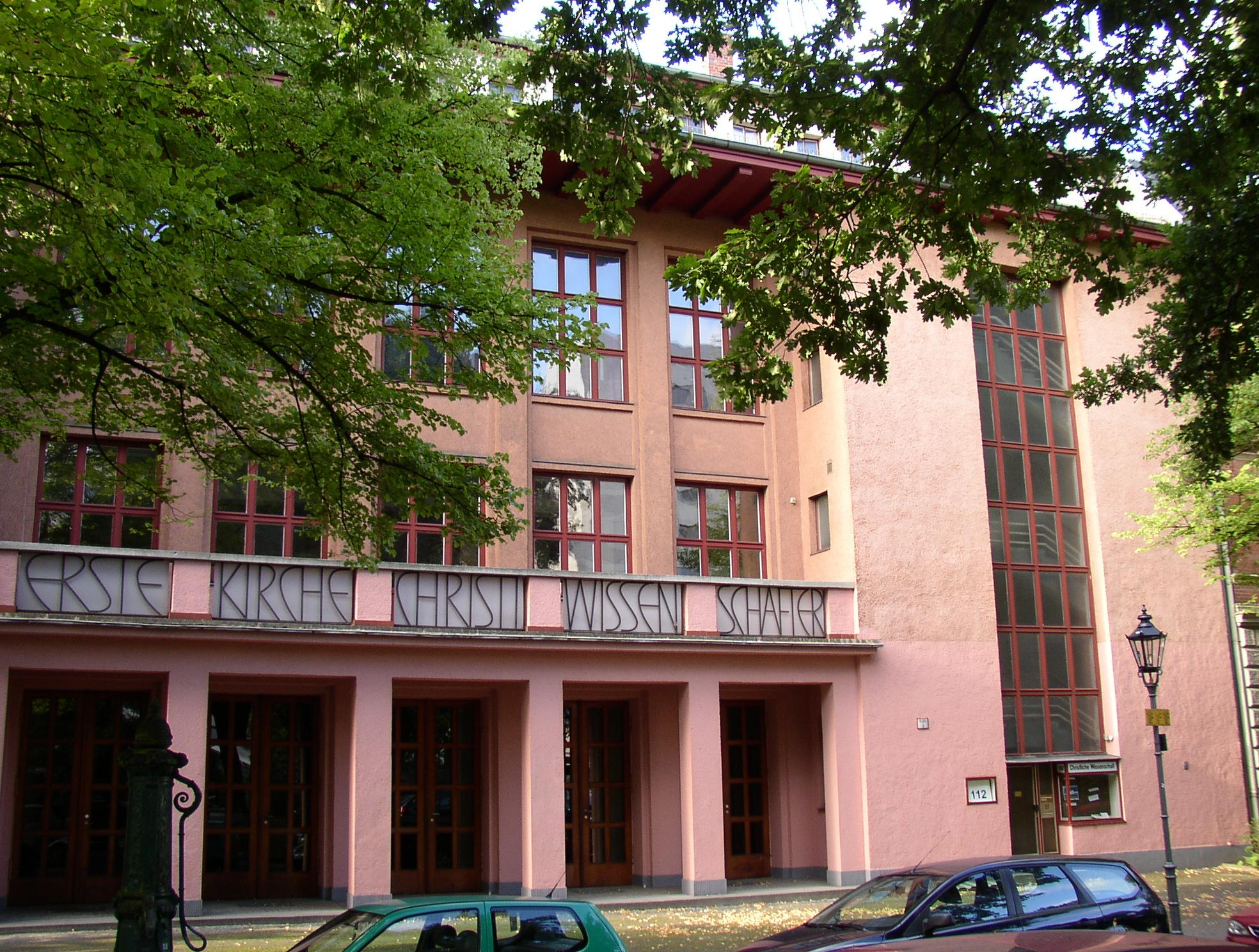
Berlin, Allemagne
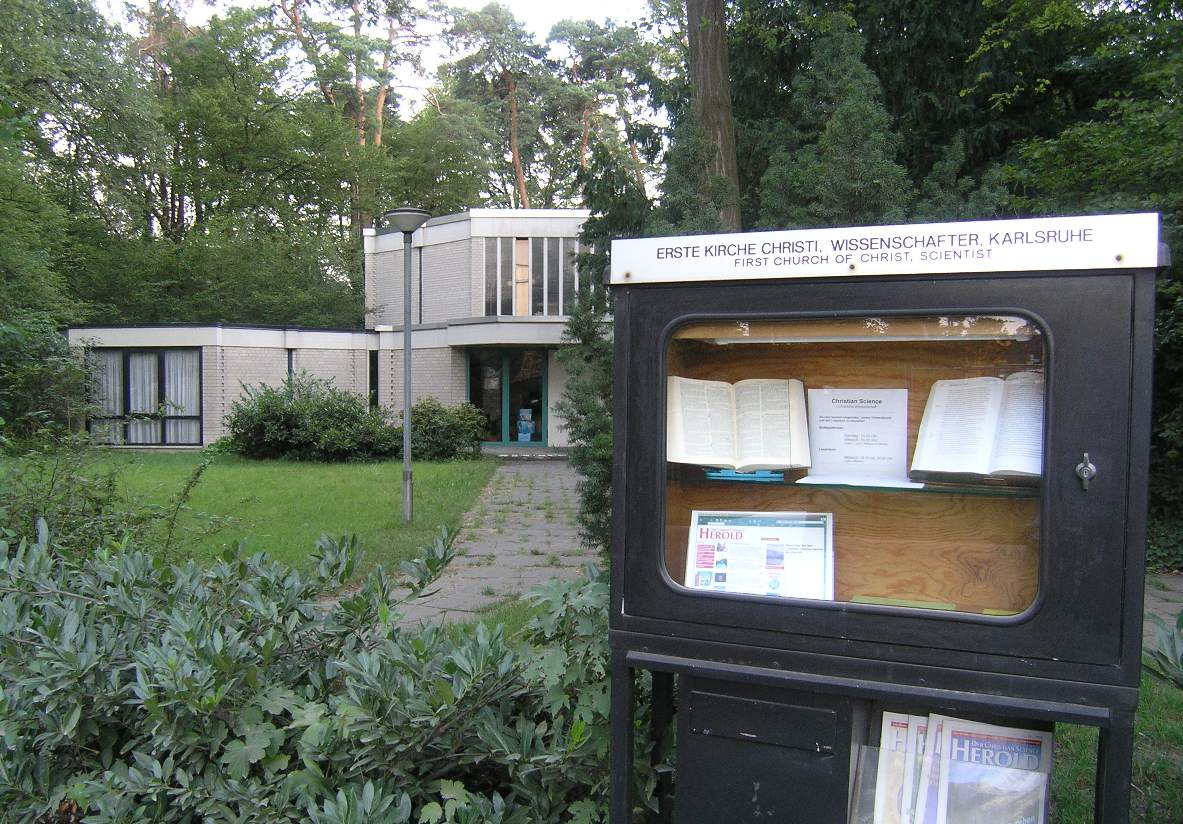
Karlsruhe, Allemagne

## Doctrine

### Principes fondamentaux
La Science chrétienne se donne comme but « le salut total de l’humanité c’est-à-dire sa délivrance de toute phase du mal, de tout ce qui dénie la perfection de Dieu, […] ainsi le péché, la maladie, la pénurie, le chagrin, l’égoïsme, l’ignorance, la crainte et toute façon de pensée matérielle font partie des erreurs mortelles qu’une compréhension scientifique de Dieu doit corriger et vaincre ». Selon Mary Baker Eddy, « la guérison de la maladie physique est la partie la moins importante de la Science chrétienne […] le dessein essentiel de la Science chrétienne est la guérison du péché. »,
La Science chrétienne utilise le mot « science » dans le sens de « connaissance » des lois divines universelles qui seraient applicables et démontrables aujourd’hui comme au temps de Jésus, se basant sur la Bible qui affirme que « la loi de l’Eternel restaure l’âme » et que « la loi de l’esprit de vie en Jésus-Christ affranchit de la loi du péché et de la mort ». À la suite d'une prière qui l’aurait guérie d’une grave blessure, Mary Baker Eddy affirme avoir voulu « connaître la Science de cette guérison », ou en d’autres termes « la Science du Christ ou lois divines de la Vie », qu’elle appela « Christian Science » (Science chrétienne). Pour le sociologue Régis Dericquebourg, le terme « science » renvoie ici à « la science de Dieu de la théologie chrétienne médiévale » et « indique que l’univers divin est gouverné par des lois ».

### Vision transcendantale

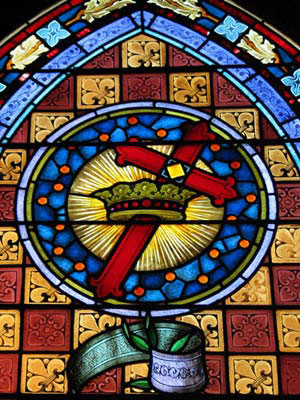
La Croix et la Couronne, symboles traditionnels repris par la Science chrétienne

Dans Science et santé avec la clef des Écritures, Mary Baker Eddy affirme l’omniprésence et la bonté absolue de Dieu. Elle en conclut que le péché, la maladie et la mort ne peuvent avoir été créés par lui et ne sont donc pas réels. Elle considère le mal et ses manifestations comme des mensonges, se référant à la parole de Jésus « le diable […] est menteur et le père du mensonge ». Mary Baker Eddy voit donc le mal comme une « erreur » pouvant être dissipée grâce à une meilleure compréhension spirituelle.
La Science chrétienne considère que, l’homme ayant été créé à l’image de Dieu, il « doit être entièrement spirituel et aussi parfait que son créateur. Il s’ensuit que l’homme mortel malade et pécheur, tel qu’il apparaît aux sens physiques, est une fausse représentation de l’homme, une conception matérielle erronée de ce qu’il est réellement. » . La matière elle-même est considérée comme irréelle et une distorsion de la véritable réalité spirituelle, « non pas comme une substance créée par Dieu mais comme un mode limité de la perception humaine ». Pour la fondatrice du mouvement, si l’on accepte la proposition que la matière est créée par Dieu, « on fait un compromis fatal avec le matérialisme par lequel on tient Dieu responsable de toutes les souffrances de l’univers ».
En affirmant la non-existence du mal et de la matière, la Science chrétienne se démarque du reste des Églises chrétiennes. Mary Baker Eddy résume son point de vue dans son ouvrage par un passage intitulé « exposé scientifique de l’être » :
« Il n’y a ni vie, ni vérité, ni intelligence, ni substance dans la matière. Tout est Entendement infini et sa manifestation infinie, car Dieu est Tout-en-tout. L’Esprit est la Vérité immortelle ; la matière est l’erreur mortelle. L’Esprit est le réel et l’éternel ; la matière est l’irréel et le temporel. L’Esprit est Dieu, et l’homme est Son image et Sa ressemblance. Donc, l’homme n’est pas matériel ; il est spirituel.  »
— Mary Baker Eddy, Science et santé avec la clef des écritures, p.468
Pour le philosophe et médecin Pierre Janet, Mary Baker Eddy « a en horreur le concept de la matière et perpétuellement elle répète que la matière n’existe pas ». Le sociologue Vilfredo Pareto voit dans la Science chrétienne un exemple de « religion combinée avec la métaphysique la plus avancée, pouvant être définie comme une sorte d’hégélianisme biblique ». Selon le théologien Richard Bergeron, « la Science chrétienne propose une vision moniste et émanantiste du monde : elle enseigne le caractère illusoire de la matière, qui n’est qu’une projection de l’esprit, et du mal, qui n’est qu’une projection de la fausse conscience ». Quant à l’ouvrage Science et santé, il le juge comme « un étrange amalgame d’éléments de la philosophie de Hegel et de Berkeley et de la thérapie mentale de Franz Mesmer et de Phineas P. Quimby ».

### Nature de Dieu
Dieu comme Père-Mère
La Science chrétienne diffère de la théologie traditionnelle chrétienne, en reconnaissant à Dieu à la fois un aspect masculin et un aspect féminin, « Dieu le Père-Mère ». Celui-ci est en effet doté de qualités traditionnellement considérées comme féminines (gentillesse, compassion…) et masculines (force, protection…), qualités qui feraient partie intégrante de la véritable identité spirituelle de chaque être humain — puisque créé à l’image de Dieu. La Science chrétienne définit Dieu à l’aide de sept synonymes : « l’Entendement, l’Esprit, l’Âme, le Principe, l’Amour, la Vérité, la Vie ».
Distinction entre Jésus et le Christ
La Science chrétienne fait la distinction entre Jésus (l’homme tel qu'il est perçu par les sens physiques) et le Christ (l'homme véritable perçu par le sens spirituel) considéré comme « la manifestation divine de Dieu, qui vient à la chair pour détruire l’erreur incarnée ». Le « Christ » est donc l'idée spirituelle que le Jésus humain a exprimé à un tel degré qu’il peut être appelé « Jésus-Christ ». Ce même « Christ », ou conscience divine, serait toujours présent et actif en quiconque prêt à le reconnaître amenant ainsi une meilleure compréhension spirituelle. Cependant, « à la différence de certaines formes de libéralisme protestant, la Science chrétienne ne considère pas Jésus comme un simple exemple moral ».

### Prière et guérison

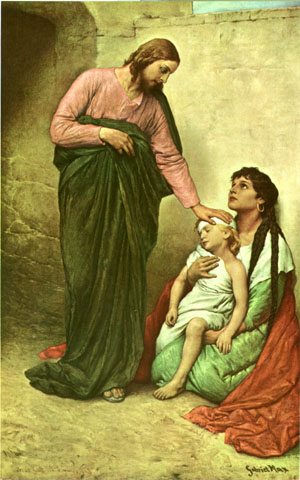
Gabriel von Max, Jésus soigne les malades

La Science chrétienne considère que la maladie, ou toute autre difficulté, n’a pas de réalité, cela ne signifie pas que « la maladie est imaginaire ». La maladie n’a pas de réalité dans le monde tel que Dieu l’a créé, et pour l’homme dont la conscience se situe sur ce plan-là. Mais la souffrance existe bel et bien du point de vue de la conscience humaine habituelle. Ainsi, selon la Science chrétienne, la maladie n’étant pas créée par Dieu peut être vaincue par la prière : « la prière qui réforme les pêcheurs et guérit les malades est une foi absolue dans le fait que tout est possible à Dieu — une compréhension spirituelle de Dieu, un amour détaché de soi-même ». Mary Baker Eddy considérait que « Jésus voyait dans la Science l’homme parfait, qui lui apparaissait là où l’homme mortel pêcheur apparaît aux mortels. En cet homme parfait le Sauveur voyait la ressemblance même de Dieu, et cette vue correcte de l’homme guérissait les malades ». Selon la Science chrétienne, la prière permet la « spiritualisation de la pensée », faisant en sorte que « la matière ait de moins en moins d’importance », permettant « d’abandonner la manière de pensée mortelle, y compris le désir d’une intervention matérielle. »
Les scientistes croient que la prière s’exerce au travers de l’amour — au sens chrétien — et que c’est ainsi que Jésus-Christ guérissait. Ils souhaitent donc « rétablir le christianisme primitif et son élément perdu de guérison ». Ils considèrent que la Bible affirme que la foi chrétienne se démontre à travers l’œuvre de guérison, Jésus-Christ ayant enseigné que ceux qui croiraient en lui feraient de plus grandes œuvres que lui et qu’une personne vivant en conformité avec ses enseignements ne verrait jamais la mort. La Science chrétienne considère que la prière est exaucée à l’aune de la régénération morale qui doit l’accompagner, car « aujourd’hui, comme jadis, des signes et des merveilles s’opèrent dans la guérison métaphysique de la maladie physique ; mais ces signes ne servent qu’à en démontrer l’origine divine, à attester la réalité de la mission plus haute du pouvoir-Christ, mission qui est d’ôter le péché du monde ».
Selon le sociologue Bryan Wilson, « même si les scientistes chrétiens prient Dieu en communauté, ce rite de prières est traduit en un nombre d’affirmations, en conformité avec les enseignements d’Eddy. La prière […] est une affirmation de « vérité » et non pas une supplication : Dieu est un « Principe » devant être démontré, et non pas un « Être » devant être apaisé. En conséquence, le culte de la science chrétienne diffère en forme, en ambiance et en expression du culte établi par les églises traditionnelles. ». Pour Dericquebourg, « cette confession affiche une conception pragmatique de la religion au sens où elle proclame une foi qui peut s’expérimenter pour produire des effets constatables ». Le sociologue Vilfredo Pareto voit quant à lui une forme de « tautologie » dans cette approche qui pose qu’« une idée qui n’existe pas pour la personne est pour elle inexistante » et ajoute que les concepts comme la maladie et la mort s’imposent de toute manière aux individus même s’ils cherchent à y échapper. En conséquence, il voit dans la Science chrétienne une religion « en guerre totale contre toute pensée scientifique ».
Pourtant, Mary Baker Eddy ne nie pas la mortalité des hommes vivant sur le plan matériel. Elle affirme en revanche que l’« homme réel », qui vit sur un plan spirituel, est quant à lui immortel, éternel, et ne peut être atteint par les erreurs propres à la matière, telles que la maladie.

## Pratiques

### Guérison par la foi
Pensant obéir à l’injonction de Jésus de guérir les malades car « celui qui croit en moi fera aussi les œuvres que je fais », les étudiants de la Science chrétienne cherchent à pratiquer la guérison pour eux-mêmes et leur entourage. Ainsi, des praticiennes et praticiens de la Science chrétienne aident par la prière « ceux qui le leur demandent à surmonter les difficultés humaines par une meilleure compréhension de Dieu et de la relation de l’homme à Dieu ». Selon Dericquebourg, ils s’abstiennent cependant de donner des conseils médicaux ou de diriger la vie des consultants. Ils délivrent leurs consultations à domicile ou par téléphone. On dénombrerait en France 21 praticiens de la Science chrétienne dont 19 femmes. Leurs tarifs s’apparentent à ceux d’un médecin.

### Services publics et communion

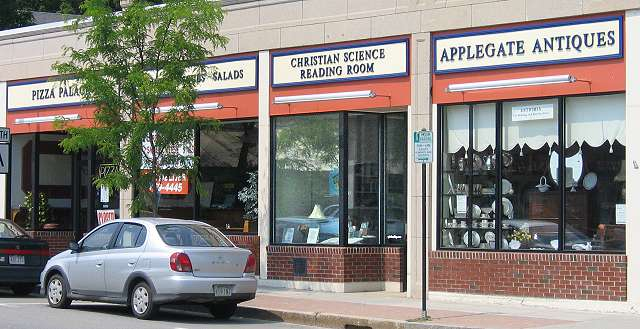
Salle de lecture, Boston, États-Unis

La simplicité marque les réunions de la Science chrétienne : il n’y a pas d’objets de culte et les rites sont peu nombreux. Le mouvement n’a pas de jours saints, et ne procède à aucune cérémonie de baptême, ni de confirmation, ni d’enterrement (un service funèbre peut cependant avoir lieu dans une maison privée).
Le service religieux hebdomadaire de la Science chrétienne a lieu le dimanche matin. Il dure une heure et comporte des chants de la congrégation, des prières silencieuses et publiques, et surtout la lecture de passages de la Bible et de Science et santé avec la clef des Écritures. Cette façon de procéder existe depuis 1894, lorsque Mary Baker Eddy remplace la prédication personnelle au sein de son mouvement par la lecture de ces deux ouvrages faite par deux membres élus (le Premier Lecteur et le Deuxième Lecteur). Elle institue ainsi un « pasteur impersonnel et double, la Bible et Science et santé avec la clef des écritures, [qui] est avec vous, et la Vie qu’ils donnent, la Vérité qu’ils illustrent, l’Amour qu’ils démontrent, est le grand Berger qui nourrit mon troupeau et le conduit près des eaux paisibles ».
Il existe ainsi 26 sujets de leçons bibliques qui se répètent tous les six mois, par exemple « L’Âme et le corps » ou « L’univers, y compris l’homme, est-il produit par la force atomique ? ». Ces leçons sont publiés dans le livret trimestriel et peuvent s’étudier pendant la semaine. Les citations de la Bible et de Science et santé qu’elles contiennent constituent le sermon du dimanche dans les églises de la Science chrétienne du monde entier. Une quête a généralement lieu à la fin de la réunion, où il est d’usage de laisser 1 à 5 dollars. Les enfants peuvent assister à l’école du dimanche où leur est enseignée la Bible.
Le mercredi se tient une réunion de témoignages. Le Premier Lecteur choisit un thème et prépare des lectures tirées de la Bible et de Science et santé. Cette réunion « comprend des témoignages donnés par les membres de la congrégation sur le pouvoir que Dieu a de guérir, sauver et guider ».
Selon la sociologue Anne-Cécile Bégot, « les églises locales n’ont aucune autonomie en matière doctrinale [et] la cérémonie dominicale ne laisse place à aucune improvisation », les passages devant être lus étant inscrits dans un livret (« Leçon Sermon ») conçu et édité par la centrale de Boston. Elle ajoute qu’assister à une conférence du mouvement, « ce n’est pas prendre part à un débat public mais écouter un interlocuteur accrédité par l’Église Mère sur un thème particulier ».
La communion a lieu deux fois par an : le deuxième dimanche de janvier et le deuxième dimanche de juillet. La congrégation s’agenouille alors pour une prière silencieuse, avant de réciter Notre Père à haute voix. On n’y distribue ni pain ni vin.

### Édition de publications
Les principales publications de la Christian Science Publishing Society incluent :
- Le Héraut de la Science chrétienne (The Herald of Christian Science) est un journal du mouvement. Fondé en 1903, il affirme donner à ses lecteurs des « exemples pratiques de la disponibilité et de l’accessibilité des lois de Dieu »[51]. En plus de divers articles et de témoignages de « guérison », chaque numéro comprend un répertoire des églises et des praticiens de la science chrétienne. Il existe aussi des Héraut mensuels ou trimestriels en treize autres langues[52], dont le français[53].
- Le Livret trimestriel de la Christian Science. Les citations de la Bible et de Science et Santé qu’elles contiennent constituent le sermon du dimanche dans les églises de la Science chrétienne du monde entier.
- The Christian Science Monitor, journal d’information généraliste, fondé en 1908[23].
- The Christian Science Journal est un magazine mensuel en anglais. Fondé en 1883, il a pour mission de publier la « divine Science de la Vérité » au travers d’articles et de témoignages[54]. Il comprend un répertoire complet des praticiens et des églises de la Science chrétienne dans le monde entier.
- The Christian Science Sentinel est un magazine hebdomadaire en anglais. Fondé en 1898, il propose des articles, des éditoriaux et des témoignages[55].

La Science chrétienne se fait connaître par la diffusion des écrits de Mary Baker Eddy et de ses diverses publications produites par la Society and Publication de l’Église Mère à Boston. Des salles de lecture reliées aux églises filiales permettent l’accès libre à toutes les publications de la Science chrétienne. Des conférences sont données régulièrement dans le monde entier.

## Évolution

### Apogée et déclin

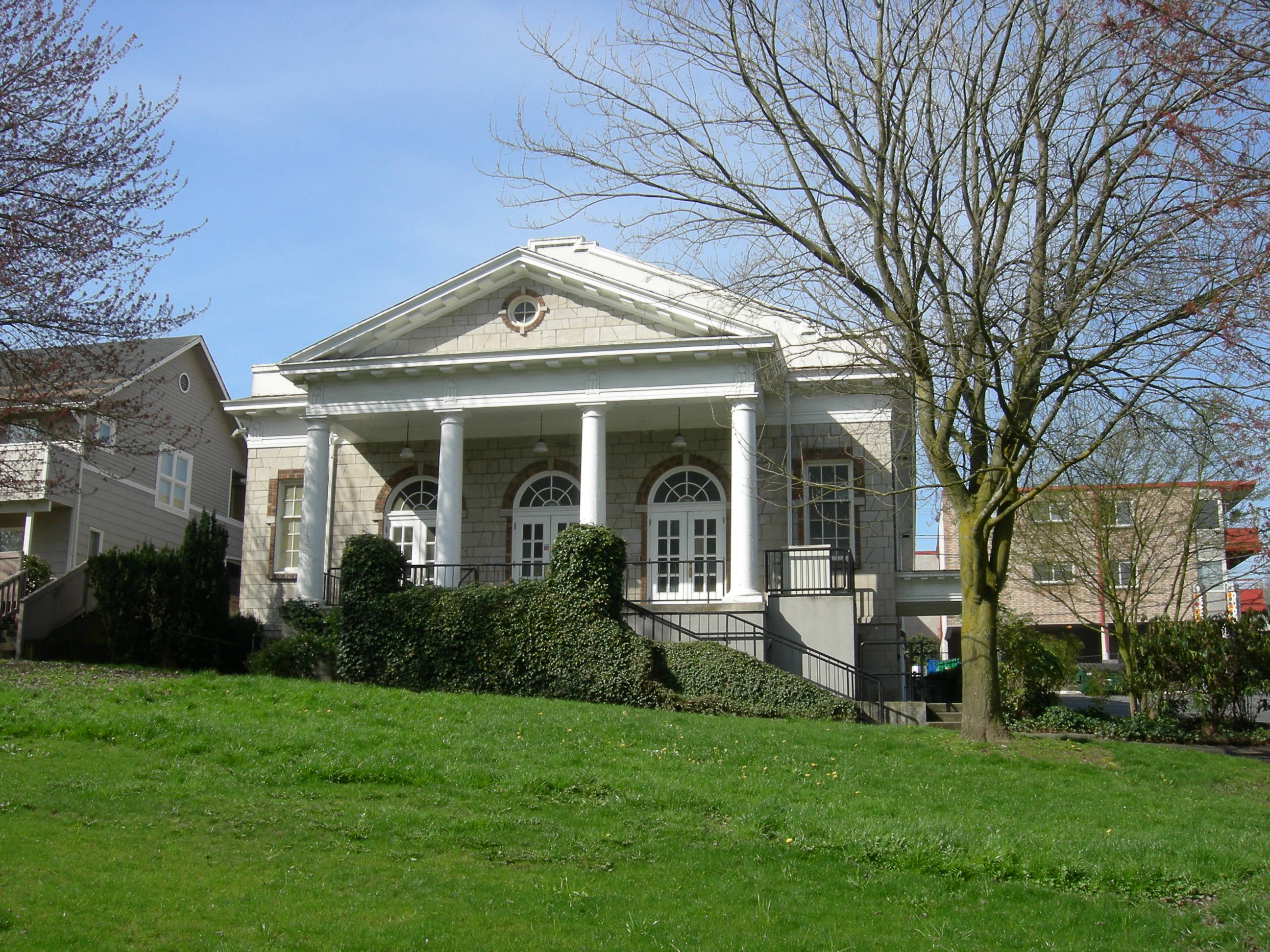
Ancienne 5e Église du Christ, Scientiste - à présent Rainier Valley Cultural Center, Seattle, États-Unis

Selon le sociologue Rodney Stark, la Science chrétienne atteint son apogée en 1936 avec 2 048 adhérents par million d’Américains d’après ses estimations. Ensuite, le nombre d’adeptes de la Science chrétienne ne cesse de baisser aux États-Unis pour atteindre, toujours selon lui, 427 adhérents par million d’Américains en 1990. Pour le sociologue, il faut y voir la conséquence « d’une fertilité inadéquate, d’une socialisation sans effet […], d’un déclin de l’efficacité relative de son effet placebo [par rapport aux progrès de la médecine moderne] et des possibilités bien plus grandes d’occupation pour les femmes [dans la société d’aujourd’hui] ».
En 2008, elle compterait selon les sources, de 1 800 à 2 750 églises filiales réparties dans 80 ou 82 pays. L’Église Mère a un rôle centralisateur de la doctrine (éditions des publications, etc.), mais l’organisation au niveau des églises locales est démocratique (libre choix individuel, pas de clergé, etc.) : « Le gouvernement des églises filiales de la Science chrétienne est nettement démocratique. Chacune se donne ses propres statuts, élit son propre Conseil d’Administration ». La Science chrétienne ne publie pas de statistiques relatives à son nombre d’adhérents. L’estimation du nombre de membres varie selon les sources :
- Alain Woodrow estime le nombre de membres à 1 500 000[61] ;
- Jean Vernette l’estime également à 1 500 000[62] ;
- pour l’association chrétienne Vigi-Sectes, il n’y aurait en 1995 que 500 000 membres (dont 70 % de femmes)[63] ;
- des estimations plus récentes placent le mouvement entre 100 000 et 400 000 membres[64].

### Situation en France

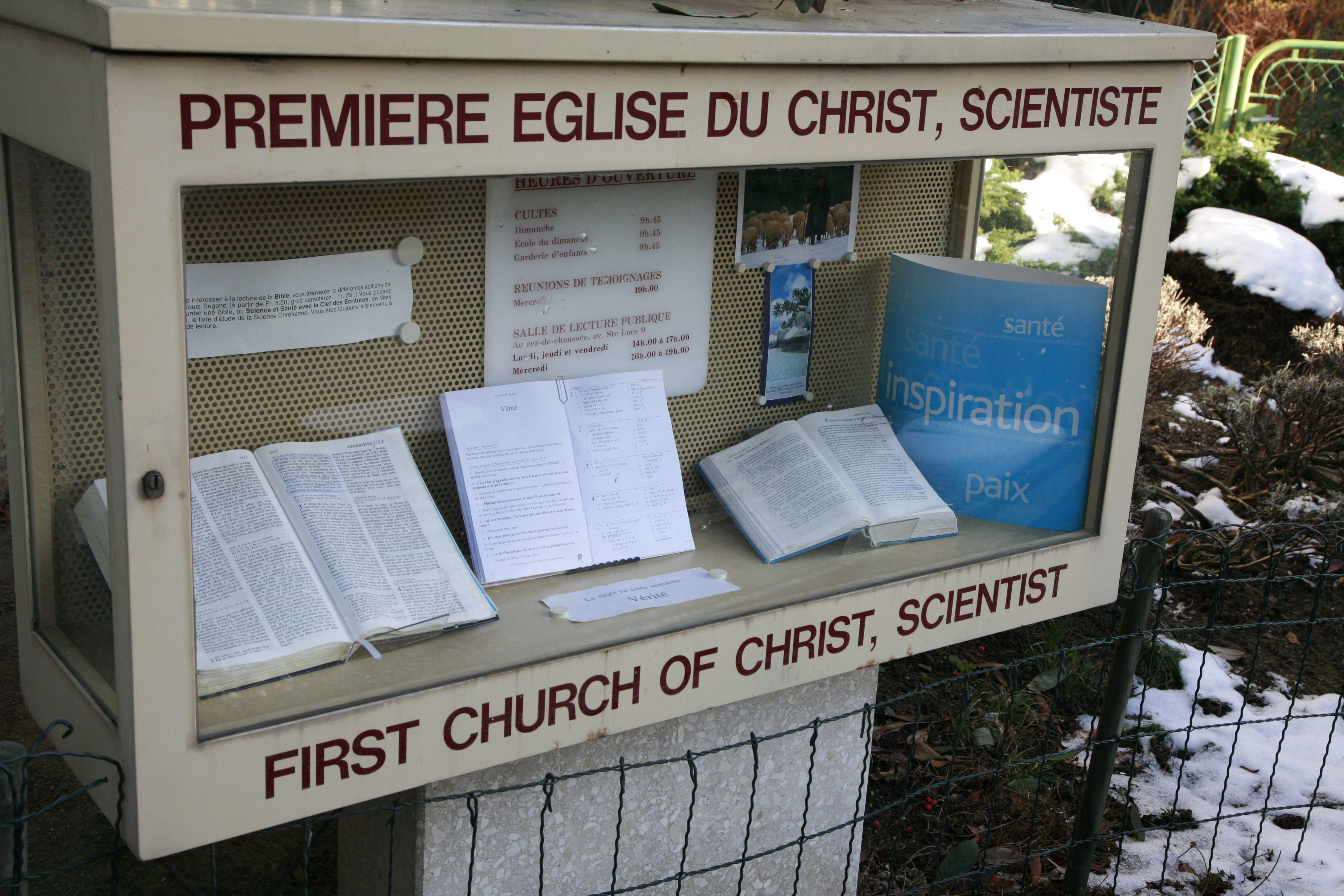
Vitrine de la Science chrétienne en France exposant livres et brochures

Selon les sources du mouvement, une personne qui connaît la Science chrétienne affirme en 1890 qu’elle a été guérie d’un problème de vue. En 1896, une centaine d’exemplaires de Science et santé avec la clef des Écritures est envoyée à des personnalités de la Sorbonne et à un grand nombre d’artistes et de penseurs parisiens. En 1897, The Christian Science Journal dénombre deux « praticiens » en France, tous deux résidant à Paris. La première église filiale de l’église mère s’installe à Paris en 1899, (ou 1906 selon une autre source).
Lors de l’Exposition internationale du livre à Paris de 1907, le gouvernement français, représenté par Aristide Briand, nomme Mary Baker Eddy « officier d’Académie »,. En 1914 se tient à Paris la première conférence sur la Science chrétienne donnée en français par William D. McCrakan. La publication de la traduction française de Science et santé avec la clef des écritures a lieu en 1917, suivie de la publication en français du journal Héraut de la Christian Science.
Les estimations du nombre actuel de membres de la Science chrétienne en France varient de 1 000 à 2 500. Selon le professeur Jean Prieur, « la France, pays à psychisme catholique, n’est pas très ouverte à ces mouvements d’inspiration biblique et de mentalité anglo-saxonne, tels Science chrétienne ou Adventisme ». Pour Christian Lerat, la Science chrétienne n’a pas rencontré le succès en France en raison de son refus d’adaptation à la culture du pays d’accueil (en termes de doctrine et d’activité thérapeutique) et le sociologue considère cette intransigeance assez unique en comparaison avec d’autres mouvements religieux de même envergure.
Le sociologue Régis Dericquebourg a réalisé un sondage dans les années 1980 auprès de 232 adhérents de la Science chrétienne choisis au hasard dans toutes les églises françaises lors d’un service du dimanche. Il ressort de son étude qu’en France, les convertis sont issus du catholicisme et dans un plus faible nombre, issus du protestantisme. Une proportion infime vient de l’église orthodoxe et du judaïsme. Peu d’interrogés ont connu une mobilité religieuse avant d’adhérer à la Science chrétienne. La guérison personnelle est la première cause d’adhésion. Concentrant ses recherches sur la réalité des guérisons par la prière publiées par la Science chrétienne, Dericquebourg relève que parmi les 4 000 rémissions obtenues sur une période test de 11 ans (1970-81), 1430 relevaient d’une affection spécifique, 655 (46 %) avaient été diagnostiquées médicalement, 102 (7 %) avaient été radiographiées, et 141 guérisons avaient été constatées par des médecins.

### Sécularisation progressive
Dans son étude An Analysis of Sect Development, le sociologue Bryan Wilson identifie quatre types de sectes religieuses selon la manière dont elles rejettent les valeurs sociales ou la société. Il classe la Science chrétienne parmi les sectes gnostiques qui mettent l’accent sur les enseignements ésotériques, proposent des techniques de réussite, rejettent certaines théories scientifiques, mais acceptent généralement les normes culturelles de la société. Celles-ci « théorisent la vérité divine pour vivre dans la société ». Selon Bryan Wilson, « la Science chrétienne constitue un bon exemple [de secte gnostisque] car ceux qui aspirent à devenir pratiquants, reçoivent un enseignement général rehaussé de sujets enseignés par des enseignants spécialisés dans des cours particuliers, dont le contenu demeure confidentiel » (bien que la totalité de la théologie de la Science chrétienne soit gratuitement accessible au public dans les salles de lecture appartenant à l’Église ; en outre, en 2002, The Mary Baker Eddy Library a été créée à Boston mettant ainsi à la disposition du public la correspondance privée de Mary Baker Eddy (1821-1910).
Selon la sociologue Meredith B. McGuire, la Science chrétienne diffère des autres mouvements métaphysiques nés à l’époque par le fait que « Mary Baker Eddy a réussi à s’arroger toute autorité d’enseignement, tout pouvoir organisationnel et décisionnel, et a développé le caractère sectaire du mouvement », mais cet aspect s’est modéré avec le temps, réduisant « les confrontations frontales avec le système médical caractéristiques des premières périodes ». Pour la sociologue Anne-Cécile Bégot, la Science chrétienne est proche de la secte, pointant la « rupture avec le monde environnant […] [et la] reconnaissance et soumission à une autorité », bien qu’elle considère qu’il faille nuancer ces éléments en France car le mouvement a dû s’accommoder de la laïcité environnante. En définitive, elle estime que le groupe tendrait « vers un type d’organisation religieuse intermédiaire entre la secte et l’Église : la dénomination ». Elle considère également que le mouvement est peu prosélyte en privilégiant « la qualité de ses recrues plutôt que la quantité ».
La Science chrétienne n'est généralement pas reconnue comme chrétienne par les Églises chrétiennes établies, du fait de ses croyances spécifiques. Par exemple, l'association chrétienne Vigi-Sectes la considère comme une secte pseudo-biblique pour des raisons théologiques (la guérison systématique, ajout d’un ouvrage à la Bible, suppression de sacrements, séparation entre Jésus et le Christ, etc.). En Espagne, la Redune (association pour la prévention de la manipulation sectaire) fait mention de la Science chrétienne dans la liste des groupes sectaires et de manipulation psychologique opérant dans le pays. En France et en Belgique, la Science chrétienne n'a pas été listée comme secte par les Commissions parlementaires qui se sont intéressées à ce sujet.

## Controverse médicale

### Soins médicaux et extrémisme

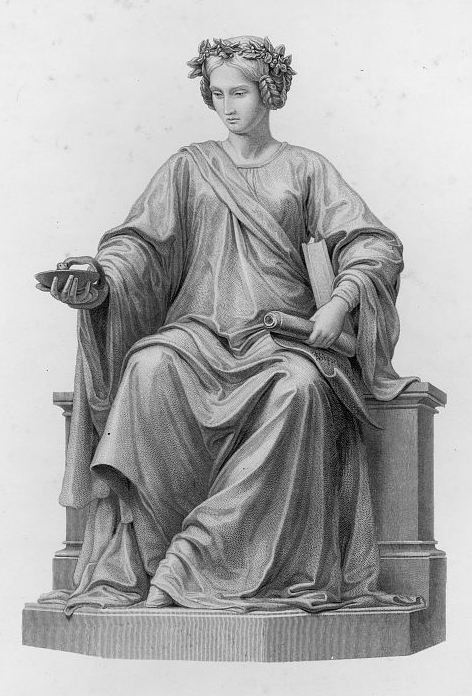
George J. Stodart, Allégorie de la médecine

La Science chrétienne fait l’objet de controverses en raison de son insistance sur la guérison par la seule foi et est accusée de rejeter la médecine scientifique. Aux États-Unis cette forme d'extrémisme semble bien présente. La Science chrétienne en France semble avoir une approche plus mesurée[réf. nécessaire].
En France, le Dr François Michaut met en garde contre ce mouvement, considérant que son approche était « compréhensible en cette fin du XIXe siècle » mais « dont le simplisme fanatique est inacceptable ». La sociologue Anne-Cécile Bégot note cependant de son côté que « les scientistes chrétiens respectent la législation en vigueur dans le pays où ils s’installent. Ainsi en France, ils se soumettent aux vaccinations obligatoires et à la médecine du travail », ainsi qu’à la médecine scolaire. Elle souligne également que, même si les témoignages publiés sont formalisés autour de la guérison par la foi, les scientistes chrétiens qu’elle a interrogés font certains accommodements avec la médecine dans leur vie quotidienne, en ayant « recours aux soins d’urgence lors d’accidents ou quand un enfant ne guérit pas rapidement ».
De leur point de vue, les étudiants de la Science chrétienne indiquent que rien dans les enseignements de la Science chrétienne n’oblige les parents à choisir la guérison par la prière pour leurs enfants. Ils expliquent que, si à un moment un scientiste chrétien choisit la guérison chrétienne, ce n’est pas parce qu’il ignore aveuglément les autres possibilités médicales ou que l’Église l’obligerait à rejeter la médecine scientifique, mais que son choix repose sur un jugement raisonné, intelligent, fondé notamment sur ses propres guérisons antérieures.
Aux États-Unis, le premier procès à ce sujet a lieu dès 1888 : Abby H. Corner, praticienne du mouvement, est accusée d’homicide pour avoir laissé mourir sa fille d’une hémorragie curable en ayant eu recours à la guérison par la prière plutôt qu’aux services d’un médecin,.
Pour le philosophe et médecin Pierre Janet, les praticiens de la Science chrétienne doivent « supprimer tous les traitements chirurgicaux ou médicaux quelconques que la science a inventés » et « ne doivent pas non plus apprendre un mot de pharmacie ou d’hygiène ». Pour la sociologue Anne-Cécile Bégot, c’est surtout « la voie médicamenteuse qui contrevient aux principes scientistes chrétiens », mentionnant que certains fidèles ont recours à la chirurgie, à l’ophtalmologie ou à la dentisterie. Notons en effet que la Science chrétienne offre une alternative à la médecine classique mais laisse le scientiste chrétien libre de ses choix, ne le contraignant pas à avoir recours à la guérison par la prière et ne lui interdisant pas d’utiliser la médecine classique. En revanche, les pratiquants de la Science chrétienne sont encouragés à « se conformer scrupuleusement aux lois de santé publique » notamment en matière de vaccination, de visites médicales obligatoires , etc. [référence no 8 (Encyclopaedia Brittannica)]. Bégot précise également que d’autres, engagés dans des mariages mixtes, sont prêts à des concessions en ayant recours à la médecine.
En 1998 aux États-Unis, le pédiatre Seth Asser reproche à la Science chrétienne de refuser aux enfants les soins médicaux nécessaires dans une étude sur le décès de 172 enfants au sein de mouvements prônant la guérison par la foi. L’association CHILD (Children’s Healthcare Is a Legal Duty) recense également plusieurs cas d’enfants membres de la Science chrétienne décédés aux États-Unis en raison du refus de soins médicaux et présente la biographie de plusieurs d’entre eux. Selon l’auteure et journaliste Caroline Fraser, « le refus de nombreux parents scientistes chrétiens de demander l’aide de médecins pour leurs enfants gravement malades a provoqué de nombreuses morts douloureuses et inutiles, et à de plus en plus d’actions en justice devenues onéreuses pour l’Église et ses membres ». Un des procès les plus médiatisés fut l’affaire Twitchell en 1988 au Massachusetts, où les parents Twitchell, membres de la Science chrétienne, furent condamnés pour homicide involontaire en ayant laissé mourir leur fils de 2 ans atteint d’une péritonite.
Le GEMPPI pointe les cas d’enfants malades, ayant des parents scientistes chrétiens, décédés aux États-Unis, mais considère que ce problème ne se pose pas en France car les médecins peuvent y passer outre à la volonté des malades ; de ce fait, l'association considère la Science chrétienne comme sectaire, affirmant qu’elle « n’a de chrétienne que le vocabulaire, et de scientifique que le nom » et dénonce particulièrement les refus de soins médicaux.

### Effet placebo
Les détracteurs du mouvement considèrent que la « pratique de la guérison » par la Science chrétienne est inefficace et que les améliorations de santé éventuelles ne sont dues qu’à l’effet placebo. Dès 1907, l’écrivain Mark Twain, dans un ouvrage satirique sur la Science chrétienne, tourne en dérision l’idée de la guérison par la prière.
En 1989, William Simpson publie dans The Journal of the American Medical Association une étude portant sur plus de 5 500 scientistes chrétiens (diplômés du Principia College, école encourageant ses étudiants à pratiquer la Science chrétienne) comparés à un groupe de 30 000 étudiants recourant à la médecine conventionnelle. Selon l’étude, les scientistes chrétiens présentaient un taux de décès supérieur. Le même journal avait rendu compte de la première guérison jamais constatée de blastomycose généralisée, guérison qui avait fait à la suite d'un traitement de Science chrétienne. En 1991, une autre étude, effectuée par les Centers for Disease Control and Prevention, en comparant des diplômés du Principia College (scientiste chrétien) et de la Loma Linda University (adventiste du septième jour, recourant à la médecine conventionnelle), montre également que le taux de mortalité est plus élevé parmi les scientistes chrétiens. La double étude de W. Simpson est néanmoins fondée sur le postulat qu’un jeune diplômé scientiste chrétien continuera de se guérir par la prière toute sa vie. Or, une étude récente montre que 44 % des américains abandonnent la religion de leur enfance au profit d’une autre religion ou de l’athéisme.
Une étude réalisée en 1999 par la Harvard Medical School sur un échantillon de personnes s’identifiant comme étudiant de la Science chrétienne et un échantillon de la population n’indiquant pas la Science chrétienne comme leur religion montre que les personnes s’identifiant comme étudiants de la Science chrétienne se perçoivent en meilleure santé (71 % rapportant être en bonne ou excellente santé contre 61 %).
Pour Dericquebourg, « du point de vue de la rationalité médicale, les médications spirituelles sont inefficaces », mais ceux qui ont recours à la religiothérapie de la Science chrétienne le font pour des motifs qu’il qualifie d’« instances de plausabilité » : une doctrine qui la rend vraisemblable aux yeux des sympathisants, ainsi qu’un ensemble de témoignages de guérison qui permet aux fidèles de s’inscrire dans cette lignée et donc dans une réalité sociale. Le nombre des témoignages publiés par la Science chrétienne est selon lui « impressionnant ».
La Science chrétienne, qui a recueilli des milliers de témoignages de guérisons, affirme de son côté que « pour certains, la guérison (morale ou physique) par la prière n’est pas chose possible et certains s’emploient à la contester et à la railler ». Parmi les témoignages publiés se trouvent de nombreux cas de personnes affirmant avoir été guéries après s’être tournées vers la Science chrétienne parce que la médecine conventionnelle ne pouvait plus rien pour eux. Ainsi, Dericquebourg note que la guérison est la première cause d’adhésion au mouvement (25 %). Bégot affirme avoir fait le même constat lors de son enquête sur le terrain.
Emmanuel Philipon, ancien externe des Hôpitaux de Paris, déclare dans sa thèse publiée pour le Doctorat en Médecine, de 1913 : « je ne nie pas, loin de là, les succès obtenus par « Christian Science » dans le traitement de certaines maladies organiques. Sans doute, il y a un choix à faire dans les guérisons nombreuses qui sont publiées tous les jours ; bien des « cures » en effet, peuvent s'expliquer par des coïncidences ; d'autres reposent sur des erreurs de diagnostics ; d'autres ont été amplifiées, déformées par l'imagination du malade ; certaines même (ce que je ne crois pas cependant) ont pu être inventées de toutes pièces. Il n'en reste pas moins un grand nombre pour lesquelles on ne peut invoquer aucune des clauses d'erreur indiquées ci-dessus ; et, l'on doit admettre que beaucoup de malades ont été véritablement guéris « en Christian Science ». Dans tous les cas cités, les malades n'ont eu recours à « Christian Science » qu'après l'échec de  tous les moyens médicaux et chirurgicaux possibles ». Il cite des cas de guérisons d’empoisonnement du sang, d’affection de la moelle épinière, d’affection aiguë du poumon, de bronchite, de tumeur et varices, d’eczéma et de crises épileptiques.

## Relations avec les autres religions et philosophies

### La Nouvelle Pensée
Reconnue comme association cultuelle dans de nombreux pays, notamment aux États-Unis, la Science chrétienne précise que, malgré la confusion possible entre les deux noms, elle n’a rien de commun avec l’Église de Scientologie; de plus, bien qu'elle partage nombre de concepts métaphysiques avec les églises de la Nouvelle Pensée comme Unité, la Science divine et la Science religieuse, ce qui amène certains historiens et sociologues à les aborder ensemble dans leurs travaux, la Science chrétienne et ces églises ne se reconnaissent pas mutuellement comme faisant partie de la même mouvance.

### Lien rompu avec le christianisme
Bien qu'indiscutablement inspirée par le christianisme et issue de milieux revivalistes protestants, la Science chrétienne s'en écarte notablement par ses doctrines et n'est pas considérée comme une église chrétienne : elle est de facto tenue à l'écart du Conseil œcuménique des Églises.
Selon le site évangélique GotQuestions, « la science chrétienne enseigne que Dieu, Père et Mère de tous, est entièrement bon et entièrement spirituel, et que toute sa création, y compris la véritable nature de chaque personne, est créée à la ressemblance spirituelle immaculée de la divinité. Puisque la création de Dieu est bonne, les mauvaises choses comme la maladie, la mort et le péché ne peuvent pas faire partie de la réalité fondamentale, mais elles sont la conséquence d’une vie sans Dieu. La prière est un moyen essentiel de se rapprocher de Dieu et de guérir de ces maux humains. Tout cela est contraire à la Bible, qui enseigne que l’homme est né dans le péché qu’il a hérité d’Adam à la suite de la chute et que ce péché nous sépare de Dieu. Sans la grâce salvatrice de Dieu par la mort de Christ sur la croix, nous ne pourrions jamais être guéris de notre maladie ultime : le péché. » En conclusion, le même site ajoute que, parmi tous les groupes religieux se disant chrétiens, la « science chrétienne » est celui qui porte le nom le plus trompeur car elle n’est ni chrétienne, ni scientifique, mais, au contraire, opposée à la science médicale et orientée vers une spiritualité mystique de type « New Age », présentée comme la voie de la guérison physique et spirituelle.